# 10731 Dollyparton
10731 Dollyparton este o planetă minoră (asteroid), cu un diametru de 5,021 km, din centura de asteroizi. A fost descoperită pe 16 ianuarie 1988 la Observatorul La Silla de Henri Debehogne. 
Obiectul prezintă o orbită caracterizată de o semiaxă mare de 2,2557508 UAi, o excentricitate de 0,21, o înclinație de 6,05993 ° în raport cu ecliptica.